# Estación de Meung-sur-Loire

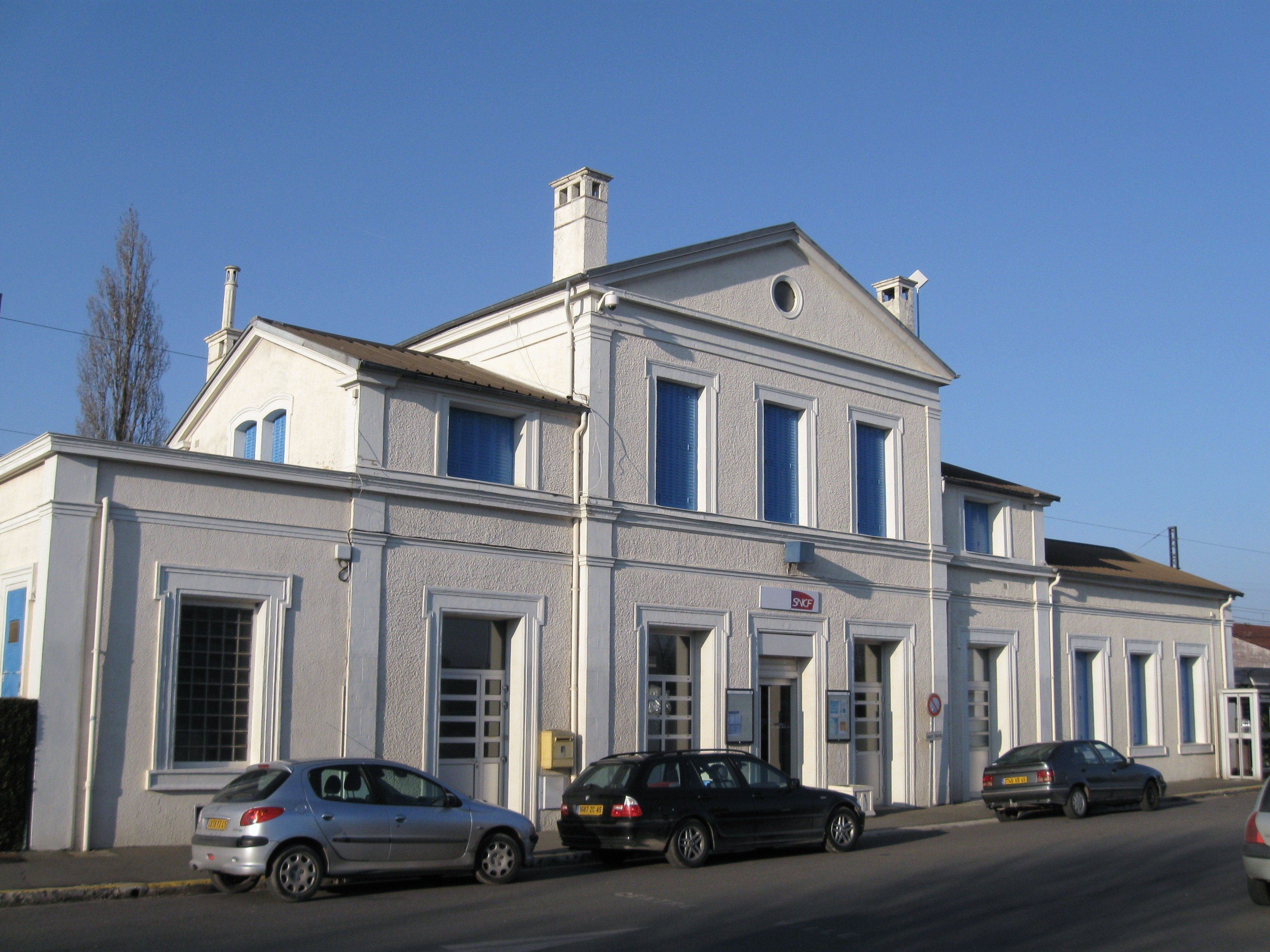
Exterior

La estación de Meung-sur-Loire es una estación ferroviaria francesa de la línea París - Burdeos, situada en la comuna de Meung-sur-Loire, en el departamento de Loiret, en la región de Centro. Por ella circulan tanto trenes regionales como de media distancia. 

## Historia
Fue inaugurada por la Compagnie du chemin de fer de Paris à Orléans entre 1843 y 1850. En 1938 las seis grandes compañías privadas que operaban la red se fusionaron en la empresa estatal SNCF. Desde 1997 la gestión de las vías corresponde a la RFF mientras que la SNCF gestiona la estación.

## Descripción
La estación se compone de dos andenes laterales y de dos vías. Dispone de atención comercial durante toda la semana. 

## Servicios ferroviarios

### Media Distancia
Los trenes Aqualys que van desde Tours a París dejan Meung-sur-Louire a 1h30 de la capital. En verano un intercités, une también París con Royan. 

### Regionales
Los trenes regionales TER Centro de la Línea Tours / Blois - Orleans transitan por la estación a razón de varios desplazamientos diarios. 